# Tecnodesign Mecânica Indústria e Comércio
Tecnodesign Mecânica Indústria e Comércio Ltda., vorher Hofstetter Indústria e Comércio de Veículos Ltda., war ein brasilianischer Hersteller von Automobilen.

## Unternehmensgeschichte
Mário Richard Hofstetter gründete 1982 das Unternehmen Hofstetter Indústria e Comércio de Veículos Ltda. in São Paulo. 1984 präsentierte er einen Prototyp. 1986 begann die Serienproduktion von Automobilen. Der Markenname lautete Hofstetter.
Später lautete die Firmierung Tecnodesign Mecânica Indústria e Comércio Ltda. In diesem Zusammenhang wird auch der Name Cortada als neuer Eigentümer genannt. 1993 endete die Produktion.

## Fahrzeuge
Im Angebot stand der Sportwagen Hofstetter Turbo, später umbenannt in Hofstetter Cortada. Die Basis bildete ein Rohrrahmen. Darauf wurde eine Karosserie aus Fiberglas montiert. Auffallend waren die Flügeltüren der Coupés. Die Motoren kamen von Volkswagen do Brasil und waren in Mittelmotorbauweise hinter den Sitzen montiert. Zunächst wird ein Motor vom VW Passat mit 1600 cm³ Hubraum in Verbindung mit einem Vierganggetriebe genannt, und daraufhin ein Motor vom VW Gol mit 1800 cm³ Hubraum, Turbolader und einem Fünfganggetriebe. Später war auch ein Motor mit 2000 cm³ Hubraum und Turbolader verfügbar, der 210 PS leistete. Eine andere Quelle nennt Motoren bis 270 PS. Die Höchstgeschwindigkeit war mit 230 km/h angegeben.

## Produktionsumfang
Das Ziel des Unternehmens, jährlich 30 Fahrzeuge herzustellen, wurde nicht erreicht. Bis Ende 1987 wurden 13 Fahrzeuge verkauft. 1988 entstanden vier Fahrzeuge. Insgesamt wurden es 19 Fahrzeuge.